# مارکوس فلاناگان
مارکوس فلاناگان (انگلیسی: Markus Flanagan؛ زادهٔ ۲۰ اوت ۱۹۶۴) هنرپیشه اهل ایالات متحده آمریکا است. وی از سال ۱۹۸۸ میلادی تاکنون مشغول فعالیت بوده‌است.
از فیلم‌ها یا برنامه‌های تلویزیونی که وی در آن نقش داشته‌است می‌توان به ان‌سی‌آی‌اس، پادشاهی، هفت زندگی، زندگی آن‌طور که می‌شناسیمش، و روز تعطیل در خورشید اشاره کرد.